# Peter Steck
Peter Hugo Steck (* 15. Juli 1941 in Kaiserslautern; † 20. Dezember 2023 in Konstanz) war ein deutscher Psychologe.

## Leben
Nach dem Studium in Mainz, München und Würzburg erwarb Steck das Diplom in Psychologie in Würzburg 1969, den Dr. phil. in Würzburg 1974 und die Habilitation in Würzburg 1983. Er war wissenschaftlicher Assistent am Psychologischen Institut in Würzburg 1970–1974 und wissenschaftlicher Assistent/Akademischer Rat an der Universitäts-Nervenklinik Würzburg 1974–1983. Von 1983 bis 2006 war er Professor für Psychologische Diagnostik (seit 1993 auch für Rechtspsychologie) an der Universität Konstanz.
Seine Arbeitsschwerpunkte waren Entwicklung und Adaptation psychometrischer Verfahren für die klinisch-psychologische Diagnostik sowie psychologische Bedingungen der Gewaltkriminalität.
Steck starb am 20. Dezember im Alter von 82 Jahren in Konstanz.

## Veröffentlichungen (Auswahl)
- Über die Beziehungen zwischen Persönlichkeitsmerkmalen und politischen Einstellungen. Ein empirischer Beitrag zur politischen Psychologie, Diss. Univ. Würzburg 1974
- Grundzüge der politischen Psychologie, 1980, ISBN 3-456-80922-0